# 胡林二世
胡林二世（Húrin II），是英國作家約翰·羅納德·魯埃爾·托爾金（J.R.R. Tolkien）的史詩式奇幻說《魔戒三部曲》中的虛構人物。
他是剛鐸（Gondor）的宰相和第十四任攝政王（Ruling Steward）。

## 名字
胡林（Húrin）一名來自辛達語，與一位第一紀元伊甸人英雄、一位第三紀元剛鐸宰相和剛鐸攝政王同名，意思可能是「活力之心」Vigorous heart。。

## 總覽
胡林是剛鐸的登丹人（Dúnedain）。他屬於胡林家族（House of Húrin），父親是剛鐸宰相及第十三任攝政王哈拉斯（Hallas）。不清楚他有沒有任何兄弟姊妹。他的兒子是貝列克索（Belecthor）。
他是第十四任剛鐸攝政王，兼任剛鐸的宰相（Steward）。在他任內剛鐸處於和平時期，沒有發生大事，他也沒有立下甚麼引人注目的功績。
他生於第三紀元2515年，死於2628年，享年113歲。

## 生平
胡林生於第三紀元2515年，大概是在米那斯提力斯（Minas Tirith）。2605年，他的父親哈拉斯去世，由胡林繼位。
第三紀元2628年，胡林去世，結束23年的統治，由他的兒子貝列克索繼位。

## 資料來源
1. 1 2 3  《中土世界的歷史》 Vol.12《中土世界的民族》 "The Heirs of Elendil"
2. ↑  .   [2011-11-21]. （原始内容存档于2020-11-30）.
3. 1 2 3 4  《魔戒三部曲》 2001年 聯經初版翻譯 附錄一帝王本紀及年表

| 前任： 哈拉斯 | 剛鐸宰相及攝政王 | 繼任： 貝列克索一世 |